# Christoph Albert Kurz
Christoph Albert Kurz (Bern, 22 maart 1806 - Bern, 3 april 1864) was een Zwitsers politicus.

## Biografie
Kurz studeerde rechten in Bern en was sinds 1832 als advocaat werkzaam. In 1838 werd hij rechter, maar na de machtsovername van de Radicale Partij (voorloper van de huidige Vrijzinnig Democratische Partij) in het kanton Bern in1846 werd hij van zijn functie ontheven.
Hij zat van 1842 tot 1864 voor de gematigde Conservatieve Partij in de Grote Raad van Bern en was zevenmaal voorzitter van de Grote Raad. In 1854 had hij een aandeel in de vorming van de Bernse coalitieregering van conservatieven en radicalen. Van 1854 tot 1864 was hij lid van de Kantonsraad.
In 1858 was hij redacteur van het Zeitschrift für Vaterland. Recht en van zijn hand verschenen talrijke publicaties.
Kurz werd in 1864 tot gemeentepresident (burgemeester) van de stad Bern gekozen. Hij overleed echter nog hetzelfde jaar.